# Maria Gomez
Maria Gomez, inom forskningen Maria F Gomez, född 1969 i Montevideo i Uruguay, är en svensk professor i fysiologi vid Lunds universitet.

## Biografi
Gomez är från Uruguay och började studera medicin där 1987. 1990 flyttade hon till Lund och fortsatte sina studier där. Hon började sedan som doktorand. Hon disputerade 1998 och sedan forskade hon vid University of Vermont.
Gomez installerade som professor 2014  Gomez är koordinator för Lunds universitets diabetescentrum (LUDC), som försöker förklara all slags diabetes genom genetik, inflammationer och förändringar i ämnesomsättningen. Centret har varit gett fler publikationer av de Linnécenter som Vetenskapsrådet har delvis finansierat sedan 2006. LUDC fick 100 miljoner från Stiftelsen för Strategisk Forskning 2017 för sin diabetesforskning.